# Tu-130
Tu-130 – projekt radzieckiego systemu uderzeniowego opracowany przez biuro konstrukcyjne Tupolewa. Jako główne uzbrojenie przewidywano ładunek jądrowy.

## Historia
W latach 50. XX w. w ZSRR pojawiła się koncepcja stworzenia hiperdźwiękowego systemu uderzeniowego. Pierwotne założenia przewidywały opracowanie systemu, w którym rakieta nośna wynosiła pojazd uderzeniowy poza ziemską atmosferę. Tam miało nastąpić oddzielenie pocisku od nosiciela, dalszy lot był kontynuowany z wykorzystaniem nadanej mu wcześniej energii. 
W 1958 r. OKB Tupolewa otrzymało zlecenie na opracowanie ostatniego stopnia systemu uderzeniowego. Jako pojazd nośny rozważano modyfikacje bojowych rakiet balistycznych średniego zasięgu, takich jak R-5 i R-12. Obliczenia wykazały, że optymalną wysokością do rozdzielenia zespołu jest pułap pomiędzy 80 a 100 km. Dawało to możliwość dostosowania dalszej trajektorii lotu w zależności od położenia celu.
Pierwotna koncepcja użycia pojazdu zakładała, że dokona on zrzutu ładunku jądrowego z lotu nurkowego i powróci na macierzyste lotnisko. Wykonane obliczenia potwierdzały, że przeciążenia w trakcie lotu z prędkościami rzędu 10 Macha doprowadzą do rozpadu konstrukcji podczas wyprowadzania z lotu nurkowego. Z tego powodu opracowano koncepcję, która zakładała, że maszyna uderzy w cel i go zniszczy. Takie rozwiązanie zapewniało większą celność oraz pozwalało na uniknięcie przeciwdziałania systemów obrony przeciwlotniczej przeciwnika. Zmianom też ulegała koncepcja budowy i konstrukcji maszyny. Zdecydowano się zastosować w niej materiały i rozwiązania technologiczne zapewniające odporność na wysoką temperaturę oraz optymalne zachowanie w trakcie lotu bezsilnikowego. Do przetestowania przyjętych założeń Rosjanie zbudowali kilka urządzeń powalających sprawdzić zachowanie materiałów i rozwiązań konstrukcyjnych w przewidywanych warunkach lotu.
Na etapie koncepcyjnym przebadano możliwe układy konstrukcyjne pojazdu, które gwarantowałby stabilność lotu przy dużych prędkościach naddźwiękowych. Prowadzono symulacje dla modeli poruszających się z prędkościami rzędu 6 Macha. W trakcie tych prac zdecydowano się na układ samolotu bezogonowego. Ponadto opracowano koncepcję systemu chłodzenia przenoszonego ładunku jądrowego i jego detonacji na określonej wysokości nad celem. W 1960 r. powstał pełnowymiarowy model drona, wyprodukowano też testową serię maszyn złożoną z pięciu egzemplarzy. Na skutek dekretu Rady Ministrów ZSRR wszelkie prace nad projektem zostały wstrzymane. Istniejące egzemplarze zostały skasowane.

## Konstrukcja
Bezsilnikowy bezzałogowy statek powietrzny w układzie dolnopłata. Kadłub o przekroju eliptycznym z tępym nosem dostosowanym do lotu z prędkościami hiperdźwiękowymi. Mieścił ładunek bojowy, aparaturę chłodzącą oraz chemiczne źródła energii. Skrzydło trójkątne, o małej powierzchni nośnej, o krawędzi natarcia 75°. Wyposażone w lotki na swej całej krawędzi spływu. Usterzenie pionowe składało się z statecznika pionowego umieszczonego na kadłubie oraz podkadłubowej płetwy sterowej. Na obydwu tych elementach znajdowały się hamulce aerodynamiczne.